# Халаменюк, Александр Иосифович
Алекса́ндр Ио́сифович Халаменю́к (23 сентября 1918, Кременчуг — 12 января 1945, Янина, Свентокшиское воеводство) — советский военный деятель, командир танковой роты 39-го отдельного танкового полка 5-й гвардейской армии 1-го Украинского фронта. Участник советско-финской и Великой Отечественной войны. Герой Советского Союза (1945).

## Биография
Родился в Кременчуге, в семье рабочего. Окончил Кременчугскую школу № 7 и школу фабрично-заводского обучения в Харькове. Работал слесарем на Харьковском тракторном заводе. В 1939 году был призван в РККА. Участвовал в советско-финской войне 1939—1940 годов. В 1941 году окончил Харьковское бронетанковое училище.
В 1941 году в г.Казани он познакомился со своей будущей женой Фавстой.
Участник Великой Отечественной войны с июня 1941 года, воевал на Юго-Западном, Западном, Калининском, 1-м и 2-м Прибалтийских фронтах, а также на 1-м Украинском фронте.
11 января 1945 Александр Халаменюк, командуя танковой группой в составе штурмовых батальонов, первым ворвался в расположение сил противника в районе Сандомирского плацдарма в Польше, сумев прорвать оборону противника. Утром следующего дня, 12 января, танковая рота вступила в бой с «Тиграми» близ города Янина в Свентокшиском воеводстве, к юго-востоку от города Буско-Здруй. В бою старший лейтенант Халаменюк погиб. Был похоронен в Янине.

## Память
Указом Президиума Верховного Совета СССР от 10 апреля 1945 за образцовое выполнение боевых заданий и проявление при этом мужества и героизма старшему лейтенанту Александру Иосиповичу было присвоено звание Героя Советского Союза посмертно. В 1985 году в родном городе Халаменюка, в Кременчуге, была установлена мемориальная доска и названа одна из центральных улиц города. На Аллее Героев Советского Союза на граните высечены фотография и имя Героя.